# Токарево (Виборзький район)
То́карево (рос. Токарево) — селище у Виборзькому районі Ленінградської області Російської Федерації.
Населення становить 785 осіб. Належить до муніципального утворення Совєтське міське поселення.

## Історія
До 1917 року населений пункт перебував у складі Виборзької губернії Великого князівства Фінляндського. З 1918 по 1940 та в роки Другої світової війни між 1941 та 1944 роками у складі незалежної Фінляндії. Відтак — у складі Ленінградської області.

## Населення
| 2007 | 2010 | 2017 |
| ---- | ---- | ---- |
| 786  | ↗790 | ↘785 |